# Banquise baltique

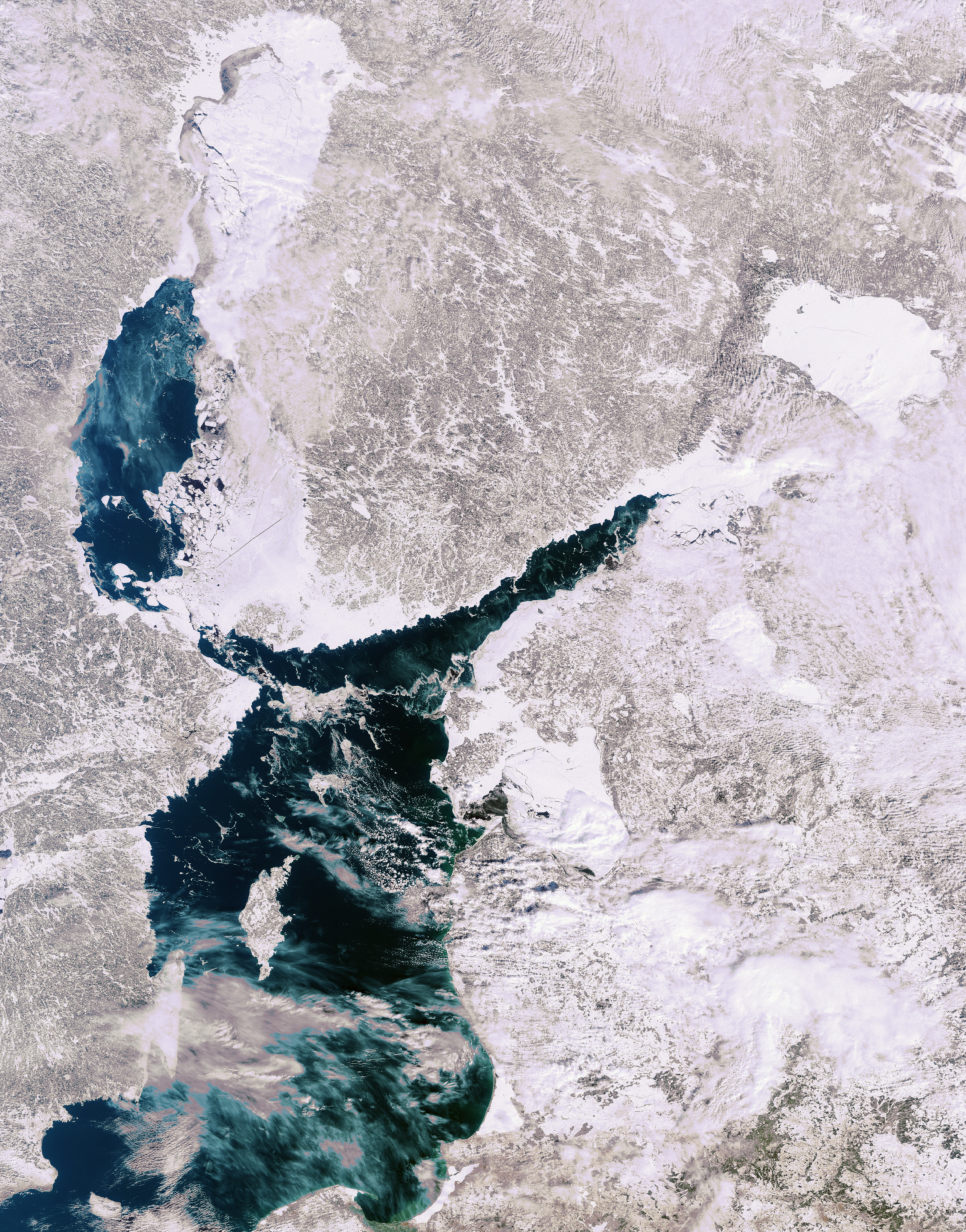
Image satellite de la mer Baltique montrant la banquise baltique en cours de fonte et de dislocation en mars 2010.

La banquise baltique est la banquise de mer qui se forme sur une partie de la mer Baltique, au-devant des côtes de la Suède, de la Finlande, de la Russie, de l'Estonie et de la Lettonie. La glace est principalement présente dans le golfe de Botnie, le golfe de Finlande et la partie centrale de la mer Baltique au nord de Gotland, parfois plus au sud le long des côtes. Elle n'est présente qu'au cours de l'hiver pour disparaitre en totalité pendant la période estivale,,.
Sa superficie et son épaisseur diminuent en raison du réchauffement climatique,. La mer Baltique connaissant peu de courants marins, la banquise arctique est relativement stable et épaisse, entravant la navigation maritime mais permettant la construction de routes de glace comme en Estonie.